# ミンモ・パラディーノ

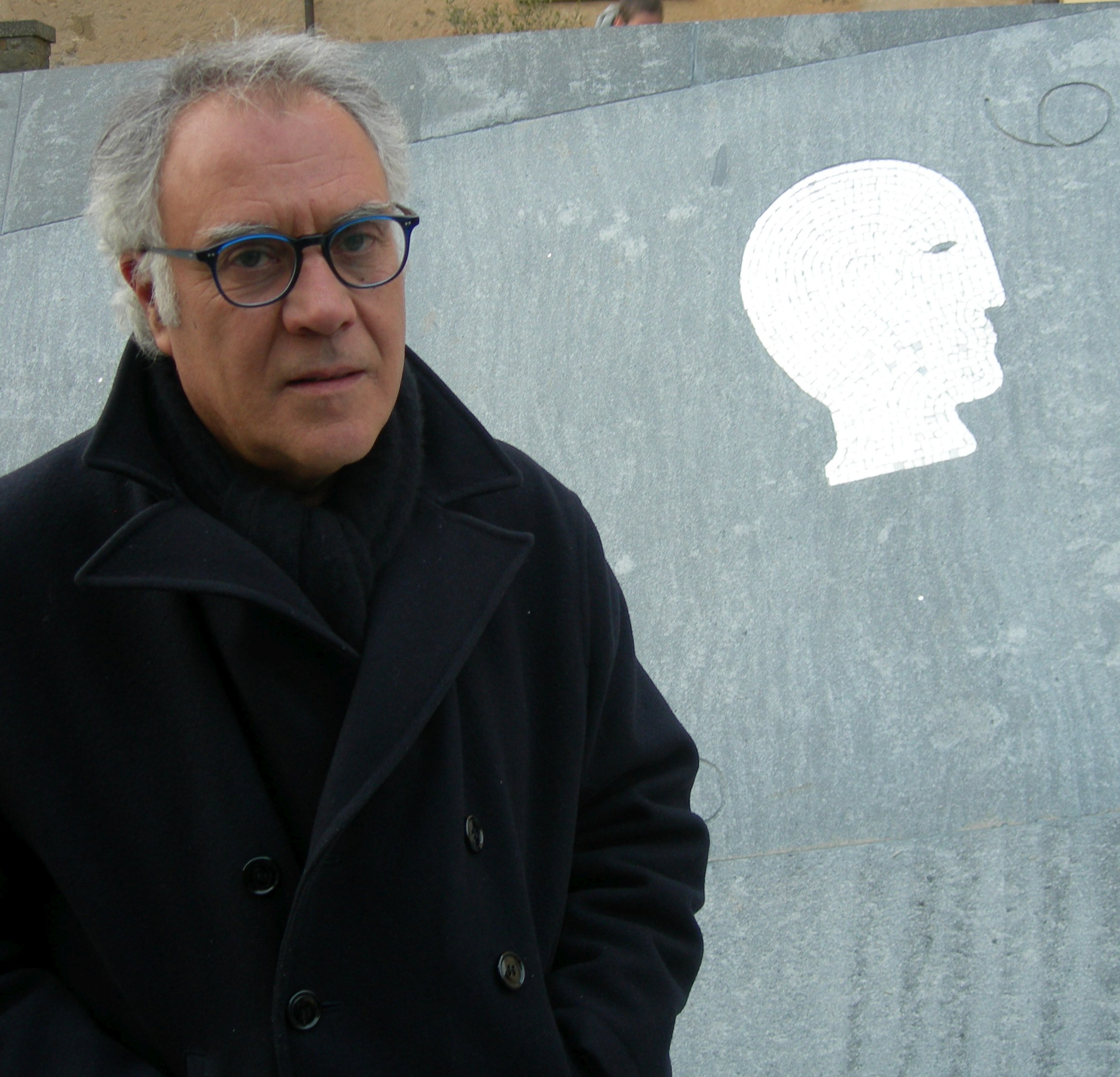
ミンモ・パラディーノ

ミンモ・パラディーノ（Mimmo Paladino, 1948年12月18日 - ）は、イタリアの彫刻家、画家、版画家。

## 経歴
パラディーノは南イタリアのパドゥーリに生まれた。世界の美術シーンでミニマリズムとコンセプチュアル・アートが支配的だった1964年から1968年まで、ベネヴェント美術学校（Liceo Artistico di Benvenuto）で学んだ。パラディーノは1980年代イタリア中に吹き荒れた「トランスアバンギャルド」として知られる表現主義リバイバルの一翼を担った。1977年にミラノに、それから1978年にニューヨークに移った。1980年にヴェネツィア・ビエンナーレ、1982年にビエンナーレ・オブ・シドニー（Biennale of Sydney）とカッセルで開かれたドクメンタ7に出展した。
現在はパドゥーリに住んで制作を続けている。